# Seznam zgradb in objektov v Sežani
V mestu Sežana je veliko stavb, ki so zanimive za ogled oz. izstopajo s svojo arhitekturo ali izgledom. Večina naštetih je starejših (preko 100 let, nekatere tudi do 200 let), navedenih je pa tudi nekaj stavb, ki so zgrajene v novejšem času in so zanimive zaradi svojstvene arhitekture.
- Stavba Občine Sežana (Partizanska cesta)
- Stavba Upravne enote Sežana (Partizanska cesta)
- Stavba sežanskega sodišča (Kosovelova ulica)
- Stavba »Tri krone«; sedanji penzion Triglav (Partizanska cesta)
- Cerkev sv. Martina (Trg osvoboditve)
- Rdeča hiša (Partizanska cesta)
- Stari grad (Partizanska cesta)
- Šmucovo poslopje (Partizanska cesta)
- Stavba Ljudske univerze Sežana (Bazoviška cesta)
- Palmarij v sežanskem botaničnem parku (Partizanska cesta)
- Polajev stolp (Ulica Mirka Pirca)
- Kompleks Kosovelovega doma Sežana (Kosovelova ulica)
- Stavba sežanske knjižnice (Ulica Mirka Pirca)
- Stavba sežanske bolnišnice (Cankarjeva ulica)
- Stavba sežanskega zdravstvenega doma (Partizanska cesta)
- Stavba sežanske železniške postaje (Kolodvorska ulica)
- Kompleks sežanske avtobusne postaje (Partizanska cesta)
- Vila »Štok« (Partizanska cesta)
- Pokopališče in avstro-ogrsko pokopališče iz 1. svetovne vojne (Repentaborska cesta)